# Triple saut féminin aux championnats du monde d'athlétisme 2022
Pour des articles plus généraux, voir Championnats du monde d'athlétisme 2022 et Triple saut aux championnats du monde d'athlétisme.
Navigation
Doha 2019 Budapest 2023
L'épreuve du triple saut féminin des championnats du monde de 2022 se déroule les 16 et 18 juillet 2022 au sein du stade Hayward Field à Eugene, aux États-Unis.

## Mimimas de qualification
Le minima de qualification est fixé à 14,32 m, la période de qualification est comprise entre le 27 juin 2021 et le 26 juin 2022.

## Résultats

### Finale
| Rang               | Athlète               | Pays                   | Essais | Essais | Essais | Essais | Essais | Essais | Marque | Notes |
| Rang               | Athlète               | Pays                   | 1      | 2      | 3      | 4      | 5      | 6      | Marque | Notes |
| ------------------ | --------------------- | ---------------------- | ------ | ------ | ------ | ------ | ------ | ------ | ------ | ----- |
| Médaille d'or      | Yulimar Rojas         | Venezuela              | 14.60  | 15.47  | 15.24  | x      | x      | 15.39  | 15.47  | WL    |
| Médaille d'argent  | Shanieka Ricketts     | Jamaïque               | 14.89  | 14.86  | 14.37  | 14.40  | 14.62  | 14.80  | 14.89  | SB    |
| Médaille de bronze | Tori Franklin         | États-Unis             | 14.53  | 14.45  | x      | x      | 14.72  | x      | 14.72  | SB    |
| 4                  | Leyanis Pérez         | Cuba                   | 14.40  | 14.70  | 14.39  | 14.54  | 14.58  | 14.19  | 14.70  | PB    |
| 5                  | Thea LaFond           | Dominique              | x      | 13.18  | 14.43  | 14.26  | x      | 14.56  | 14.56  |       |
| 6                  | Keturah Orji          | États-Unis             | 13.47  | 14.49  | x      | x      | x      | 14.06  | 14.49  |       |
| 7                  | Kimberly Williams     | Jamaïque               | x      | 14.29  | 13.74  | 14.29  | 13.99  | 14.19  | 14.29  |       |
| 8                  | Patrícia Mamona       | Portugal               | 14.25  | x      | 14.19  | x      | 14.29  | 14.00  | 14.29  |       |
| 9                  | Kristiina Mäkelä      | Finlande               | 14.18  | 14.15  | 14.10  |        |        |        | 14.18  |       |
| 10                 | Ana José Tima         | République dominicaine | 14.13  | 14.12  | 13.87  |        |        |        | 14.13  |       |
| 11                 | Maryna Bekh-Romanchuk | Ukraine                | x      | 12.70  | 13.91  |        |        |        | 13.91  |       |
| 12                 | Ackelia Smith         | Jamaïque               | 13.01  | x      | 13.90  |        |        |        | 13.90  |       |

### Qualifications
Qualification : 14,40 ou les 12 meilleures sauteuses se qualifient pour la finale.
| Rang | Groupe | Athlète                   | Pays                   | Essais | Essais | Essais | Marque | Notes |
| Rang | Groupe | Athlète                   | Pays                   | 1      | 2      | 3      | Marque | Notes |
| ---- | ------ | ------------------------- | ---------------------- | ------ | ------ | ------ | ------ | ----- |
| 1    | B      | Yulimar Rojas             | Venezuela              | 14.72  |        |        | 14.72  | Q     |
| 2    | A      | Maryna Bekh-Romanchuk     | Ukraine                | 14.54  |        |        | 14.54  | Q     |
| 3    | B      | Ana José Tima             | République dominicaine | 14.18  | 14.31  | 14.52  | 14.52  | Q, NR |
| 4    | A      | Kristiina Mäkelä          | Finlande               | 14.48  |        |        | 14.48  | Q, PB |
| 5    | A      | Shanieka Ricketts         | Jamaïque               | 14.45  |        |        | 14.45  | Q     |
| 6    | A      | Thea LaFond               | Dominique              | 14.39  |        |        | 14.39  | q     |
| 7    | A      | Keturah Orji              | États-Unis             | 14.23  | 13.62  | 14.37  | 14.37  | q     |
| 8    | A      | Ackelia Smith             | Jamaïque               | 13.63  | 13.75  | 14.36  | 14.36  | q, PB |
| 9    | B      | Tori Franklin             | États-Unis             | x      | 14.36  |        | 14.36  | q     |
| 10   | A      | Patrícia Mamona           | Portugal               | 14.04  | x      | 14.32  | 14.32  | q     |
| 11   | A      | Leyanis Pérez             | Cuba                   | 14.23  | 14.30  | 14.17  | 14.30  | q     |
| 12   | B      | Kimberly Williams         | Jamaïque               | 14.27  | 13.69  | 14.27  | 14.27  | q     |
| 13   | A      | Jasmine Moore             | États-Unis             | 13.86  | 14.09  | 14.24  | 14.24  |       |
| 14   | B      | Senni Salminen            | Finlande               | 14.05  | 14.21  | 14.13  | 14.21  |       |
| 15   | A      | Hanna Knyazyeva-Minenko   | Israël                 | x      | 14.11  | x      | 14.11  |       |
| 16   | A      | Neja Filipič              | Slovénie               | 13.82  | x      | 14.05  | 14.05  |       |
| 17   | B      | Liadagmis Povea           | Cuba                   | 14.01  | 13.96  | 13.99  | 14.01  |       |
| 18   | B      | Naomi Metzger             | Royaume-Uni            | 13.97  | 13.78  | 13.84  | 13.97  |       |
| 19   | B      | Davisleydi Velazco        | Cuba                   | x      | 13.66  | 13.94  | 13.94  |       |
| 20   | B      | Neele Eckhardt-Noack      | Allemagne              | 13.63  | 13.58  | 13.93  | 13.93  |       |
| 21   | A      | Ruth Usoro                | Nigeria                | 13.93  | 13.85  | 13.87  | 13.93  |       |
| 22   | A      | Ottavia Cestonaro         | Italie                 | 13.63  | x      | 13.60  | 13.63  |       |
| 23   | B      | Tuğba Danışmaz            | Turquie                | 13.34  | 13.63  | 11.42  | 13.63  |       |
| 24   | B      | Spryidoula Karydi         | Grèce                  | 13.55  | 13.62  | 13.28  | 13.62  |       |
| 25   | B      | Gabriele Sousa dos Santos | Brésil                 | 13.62  | x      | x      | 13.62  |       |
| 26   | B      | Yekaterina Sariyeva       | Azerbaïdjan            | x      | 13.24  | 13.46  | 13.46  |       |
| 27   | A      | Jessie Maduka             | Allemagne              | 13.17  | 13.30  | 13.14  | 13.30  |       |
| 28   | B      | Mariya Yefremova          | Kazakhstan             | x      | 13.27  | x      | 13.27  |       |

## Légende
Records et Performances
- AR : Record continental (area record)
- CR : Record des championnats (championship record)
- MR : Record du meeting (meet record)
- NR : Record national (national record)
- OR : Record olympique (olympic record)
- PR : Record paralympique (paralympic record)
- PB : Record personnel (personal best)
- SB : Meilleure performance personnelle de la saison (season's best)
- WL : Meilleure performance mondiale de l'année (world leader)
- WJR : Record du monde junior (world junior record)
- WR : Record du monde (world record)

Circonstances et Conditions
- DNF : N'a pas terminé (did not finish)
- DNS : N'a pas pris le départ (did not start)
- DQ : Disqualification (disqualification)
- NM : Aucun essai valable enregistré (No Mark)
- Q : Qualifié « directement » au prochain tour (ou à la prochaine compétition), lors d'une compétition majeure, grâce au classement ou à la réalisation des minima (automatic qualifier)
- q : Qualifié au prochain tour (ou à la prochaine compétition), lors d'une compétition majeure, grâce au repêchage ou à la réalisation de l'une des meilleures performances parmi celles des « non qualifiés directement » (grâce au meilleur temps ou à la meilleure distance par exemple) (secondary qualifier)